# 디온 워릭
디온 워릭(영어: Dionne Warwick 디온 워윅[*], 영어 발음: /diˈɒn ˈwɔːrwɪk/, 1940년 12월 12일 ~ )은 미국의 가수이자 배우이다.
1962년 데뷔 이래로 빌보드 핫 100 차트에 69개의 싱글을 올렸으며, 이는 여성 보컬로서는 아레사 프랭클린 다음으로 많은 기록이다.
빌보드는 빌보드 핫 100 차트에 오른 아티스트들의 역대 기록을 분석해 종합 순위를 발표했고, 디온 워릭은 71위에 올랐다.
2002년 UN 식량 농업 기구(FAO)의 친선대사로 임명됐으며, 휘트니 휴스턴과 외종사촌 관계인 것으로 알려져 있기도 하다.